# Federico Gualdi
Federico Gualdi (né probablement aux alentours de 1600) était un alchimiste italien.
Il se déclare lui-même d’origine allemande mais l’information n’est pas certaine car elle n’est pas documentée. Un portrait de Gualdi figure en frontispice de La critica della morte, ouvrage édité en 1690 par Sebastiano Casizzi.

## Les faits avérés
Il est incontestable que Gualdi séjourne à Venise entre 1660 à 1678. Mais on ignore tout de sa vie avant 1660.
En 1660, puis en 1663, Gualdi soumet à la République de Venise deux propositions pour remédier aux inondations récurrentes provoquant l’Acqua alta. Pour ce faire, il utilise un droit spécifique à Venise connu sous le nom de « Raccordo », qui est une « requête autorisant tout citoyen à présenter au Conseil des Dix ou à une autre magistrature un sujet de haute importance pour l’État ». Les dessins des deux projets de Gualdi ont été édités récemment. Ces projets contre l’Acqua alta restent sans suite.
Gualdi est aussi détenteur d’un savoir-faire dans le domaine minier. À ce titre, de 1663 à 1666, il est tantôt exploitant minier, tantôt marchand de minerais au service de la riche famille Crotta, propriétaire de gisements dans le val Imperina (province de Belluno). Il y expérimente un nouveau procédé de fusion du minerai par « voie sèche » et par « voie humide » qui augmente la production du cuivre. Cette trouvaille permet autant son enrichissement personnel que celui de la famille Crotta.
Le grand train de vie de Gualdi durant son séjour à Venise suscite de nombreuses jalousies. Elles ne manquent pas d’aboutir à une dénonciation auprès du tribunal de l’Inquisition pour activités alchimiques et appartenance à la mouvance hermético-alchimique de l’« Aurea Croce ». À cet égard, on compte parmi les disciples de cette « Aurea Croce » le marquis et poète Francesco Maria Santinelli (proche de la reine Christine de Suède). Mais l’Inquisition, après avoir interrogé quelques personnes ayant côtoyé Gualdi dans sa vie quotidienne, ne le convoquera pas. Le procès n’aura pas lieu, ce qui peut laisser supposer que Gualdi avait des relations avec des représentants du pouvoir de la Sérénissime.
Leibniz ne mentionne pas la présence ou la figure de Gualdi lorsqu’il séjourne à Venise en février/mars 1690.
Concernant la date de mort de Gualdi, aucune trace historique n’est à ce jour retrouvée.

## Une œuvre alchimique retrouvée:De lapide philosophorum
Gualdi laisse un long texte alchimique rédigé en allemand et en latin, De Lapide philosophorum (La pierre philosophale), dont nous ne connaissons à ce jour qu’une copie rédigée au XVIIIe siècle par Christophorus Trokhmayr et plusieurs adaptations italiennes partielles intitulées Filosofia ermetica.
Ce De Lapide philosophorum est un texte découpé en 55 paragraphes. Nous y lisons le doux rêve de l’alchimiste qui aspire à transformer le plomb en or. En effet, l’or commun ne pouvait pas être utilisé comme materia prima dans le processus de création de la pierre philosophale car ce métal est pur et inaltérable, non perfectible ; par contre, la nature offre d’autres métaux et minéraux imparfaits : le cuivre, le fer, le plomb, le mercure, l’étain ou l’antimoine. Mais pourquoi cet attrait du plomb, précisément ? Métal toxique pour le corps humain puisqu’il entraîne une insuffisance rénale, il représente, aux yeux de l’alchimiste, la vile matière convoitée pour œuvrer.
Gualdi synthétisera cette quête dans une charade :
« Dans l’homme se trouve un rein, qui est constitué de six lettres (lumbus), auquel, si tu ajoutes un P (plumbus), tu sais tourner le S en M (plumbum), – Chut ! tel sera notre airain, c’est aussi la pierre philosophale. Solution : le plomb philosophal, ou l’antimoine, mais par la voie fixée ».
Relevons que cette charade fait allégeance à la coqueluche des traités d’alchimie : l’antimoine, lequel, depuis le début du XVIIe siècle, est très prisé dans le processus de création de la pierre philosophale. Relevons aussi que le nombre de lettres de lumbus pourrait évoquer les six jours de labeur de la création, et celui de plumbum le dernier jour où l’œuvre divine fut accomplie.
En composant son De Lapide philosophorum, Gualdi projette sur l’humain plus que le phénomène empiriquement percevable, pensant le symbolique et le réel comme si tous deux ne formaient qu’un.

## Les élucubrations
Gualdi disparaît de Venise aussi mystérieusement qu’il y est apparu. Au XVIIIe siècle, plusieurs personnes se sont revendiquées comme étant Federico Gualdi, notamment un certain médecin charlatan des Lumières Allemandes, Melech Auguste Hultazob. Joseph Balsamo a voulu aussi passer pour lui et le comte de Saint-Germain a affirmé l’avoir connu.
En 1988, Umberto Eco, friand d’occultisme, fait allusion au personnage dans son Pendule de Foucault en créant pour les besoins de la cause une nouvelle rue à Milan : « La via Marchese Gualdi », laquelle est censée abriter la maison d’édition Manunzio spécialisée en publications ésotériques.